# Matej Franko
Matej Franko (Galanta, 14 febbraio 2001) è un calciatore slovacco, attaccante del Tatran Prešov in prestito dal Karviná.

## Caratteristiche tecniche
È un centravanti.

## Carriera
Cresciuto nel settore giovanile dell'Odense, debutta in prima squadra il 22 agosto 2018 in occasione dell'incontro di Superliga pareggiato 1-1 contro il Ružomberok.

## Statistiche
Statistiche aggiornate al 15 maggio 2021.

### Presenze e reti nei club
| Stagione        | Squadra         | Campionato      | Campionato | Campionato | Coppe nazionali | Coppe nazionali | Coppe nazionali | Coppe continentali | Coppe continentali | Coppe continentali | Altre coppe | Altre coppe | Altre coppe | Totale | Totale | Totale |
| Stagione        | Squadra         | Comp            | Pres       | Reti       | Comp            | Pres            | Reti            | Comp               | Pres               | Reti               | Comp        | Pres        | Reti        | Pres   | Reti   |        |
| --------------- | --------------- | --------------- | ---------- | ---------- | --------------- | --------------- | --------------- | ------------------ | ------------------ | ------------------ | ----------- | ----------- | ----------- | ------ | ------ | ------ |
| 2020-2021       | Nitra           | SL              | 25         | 1          | CS              | 0               | 0               |                    | -                  | -                  |             | -           | -           | 25     | 1      |        |
| Totale carriera | Totale carriera | Totale carriera | 25         | 1          |                 | 0               | 0               |                    | 1                  | 0                  |             | -           | -           | 25     | 1      |        |

## Palmarès

### Club

#### Competizioni nazionali
- 2. Liga: 1

Tatran Prešov: 2024-2025